# Huso nudiventris
El esturión bastardo (Huso nudiventris) es una especie de pez acipenseriforme de la familia Acipenseridae. Anteriormente abundante en los mares Negro, Aral y Caspio, su distribución ahora se limita principalmente al río Ural (en Rusia y Kazajistán), con posibles poblaciones relictas en el río Rioni en Georgia y en el Safid Rud en Irán. La población más saludable se encuentra en el lago Baljash en Kazajistán, fuera de su área natural, donde fue introducido en la década de 1960 con fines comerciales. Se ha informado que este pez tiene la fecundidad relativa más alta para cualquier especie de esturión.